# Chassan Bajew
Chassan Bajew (ros. Хассан Жунидович Баев, Chassan Żunidowicz Bajew) (ur. 4 kwietnia 1963 w Ałchan-Kala w Czeczeńsko-Inguskiej ASRR) – czeczeński lekarz.

## Życiorys
Urodził się w małej wsi, w pobliżu Groznego. Jako dziecko był chorowity i lekarstwem na problemy ze zdrowiem miało być wyczynowe uprawianie sportu. Był mistrzem świata w sambo, osiągnął także czarny pas w judo. Z czasem zrezygnował ze sportu, poświęcając się medycynie. W 1985 ukończył studia w Instytucie Medycznym w Krasnojarsku, a następnie podjął specjalizację w zakresie chirurgii plastycznej. Powrócił do Czeczenii w 1988, gdzie pracował jako lekarz. W początkach lat 90. wyjechał do Moskwy, aby doskonalić swoje umiejętności. Wśród jego pacjentów były zarówno ofiary wypadków, jak też cudzoziemcy, którzy przyjeżdżali do Rosji na operacje plastyczne. W przededniu wojny rosyjsko-czeczeńskiej, w sierpniu 1994 ponownie powrócił do kraju. Po zniszczeniu przez rosyjskie bomby szpitala w Groznym przeniósł się do rodzinnej Ałchan Kala i tam zaczął operować w prowizorycznej klinice.
W czasie II wojny czeczeńsko-rosyjskiej, w latach 1999-2000 był jedynym profesjonalnym chirurgiem w stolicy Czeczenii - Groznym. W tym czasie był zmuszony do wykonywania kilkudziesięciu operacji dziennie, w tym amputacji i trepanacji czaszki. Za swoją działalność został wyróżniony przez Human Rights Watch, Amnesty International, a także przez organizację Lekarze bez Granic. W gronie jego pacjentów byli zarówno czeczeńscy separatyści jak również ranni żołnierze rosyjscy. W 2000 Bajew uratował życie ciężko rannemu Szamilowi Basajewowi, który stracił nogę w wyniku wybuchu miny. Jako lekarz, który opatrywał Basajewa, był intensywnie poszukiwany przez Rosjan.
Dzięki pomocy organizacji walczących o prawa człowieka Bajew uzyskał azyl w USA i w kwietniu 2000 wyjechał do Waszyngtonu. Wraz z rodziną zamieszkał w Needham w stanie Massachusetts. W 2008 po raz kolejny powrócił do Czeczenii, w ramach misji International Committee for the Children of Chechnya, która zajęła się organizowaniem pomocy medycznej dla dzieci z wadami wrodzonymi.
Już na emigracji w USA powrócił do czynnego uprawiania sztuk walki. Napisał dwa tomy wspomnień o swojej pracy lekarza w Czeczenii. Jeden z nich ukazał się w polskim przekładzie Grzegorza Woźniaka, nakładem wydawnictwa Świat Książki.
W życiu prywatnym żonaty (żona Zara), ma sześcioro dzieci.